# Gaudêncio Fidelis
Gaudêncio Fidelis (Gravataí, 2 de fevereiro de 1965) é um curador brasileiro.
É bacharel em Artes Plásticas pela Universidade Federal do Rio Grande do Sul, mestre em Arte pela Universidade de Nova Iorque e Doutor em História da Arte pela Universidade do Estado de Nova Iorque. Sua tese de doutorado chama-se The Reception and Legibility of Contemporary Brazilian Art in the United States (1995-2005).
Foi diretor do Instituto Estadual de Artes Visuais do Rio Grande do Sul (IEAVI) e fundador e primeiro diretor do Museu de Arte Contemporânea do Rio Grande do Sul (MACRS). Foi curador do Ciclo Arte Brasileira Contemporânea do Instituto Estadual de Artes Visuais quando organizou exposições de Ângelo Venosa, Carlos Vergara, Carlos Fajardo, Jac Leirner, Karin Lambrecht,  Iole de Freitas e Marco Gianotti, e a exposição 111 de Nuno Ramos.
É autor dos livros Dilemas da matéria: procedimento, permanência e conservação em arte contemporânea (MAC-RS, 2002), e Uma história concisa da Bienal do Mercosul (Fundação Bienal do Mercosul, 2006).
Foi curador-adjunto da 5ª Bienal do Mercosul e curou a exposição especial Fronteiras da Linguagem, que levou para Porto Alegre a obra dos artistas Ilya Kabakov e Emilia Kabakov, Stephen Vitiello, Marina Abramovic e Pierre Coulibeuf. Foi diretor do Museu de Arte do Rio Grande do Sul (MARGS) entre 2011 e 2014 e em 2015 assumiu a curadoria da 10ª Bienal do Mercosul. 

## Controvérsias
Sua gestão no MARGS foi muito controversa. Em sua posse, encontrando o museu em grande crise, propôs uma nova revolução na atuação institucional, pretendendo reerguê-lo e em 2017qualificar novamente suas atividades e corpo funcional, objetivando equiparar-se aos grandes museus internacionais. Quanto aos aspectos de conservação, prioritários na atividade museológica, o museu nesta gestão passou por severas dificuldades estruturais, chegando a enfrentar um ano inteiro sem climatização, o que afetou as obras e também gerava desconforto no público. O próprio diretor reconheceu em 2013 que o museu se aproximava de um colapso. Na crítica do ex-coordenador do acervo do MARGS, Ricardo Frantz, surgiram situações em que se criou indesejável conflito de interesse, normas técnicas foram negligenciadas em prejuízo da conservação do acervo, e foram feitas em público muitas declarações falsas e enganosas, ocultando conquistas anteriores para a atual gestão surgir como pioneira em vários aspectos. Também foram apontadas inúmeras inconsistências e erros em suas políticas e práticas museológicas, dizendo que o acervo foi ampliado aceleradamente com obras contemporâneas não prioritárias, quando há áreas históricas fundamentais cronicamente negligenciadas, e considerou que tanto o modelo curatorial/expositivo adotado quanto as políticas gerais não atendem à vocação natural do museu, que é protegida por lei, e não são adequadas às atividades de uma instituição pública de perfil histórico e com função educativa inata, sendo regida por legislação especial e sujeita a convenções nacionais e internacionais. Por outro lado, os acadêmicos Emerson Gomes de Oliveira, Bianca Knaak e Neiva Bohns, no geral entendem a proposta curatorial adotada como padrão, que segue um esquema "labiríntico" e des-hierarquizado, como um desafio a ser encarado positivamente, que propõe expandir a concepção de museografia e oferecer uma alternativa para a leitura tradicional dos acervos museológicos, trazendo novas questões para o debate e deixando amplo espaço para a participação do público no estabelecimento de significados. Porém, é característico que mesmo esses críticos reconhecem a proposta atual como controversa, criando tensões conceituais e técnicas não resolvidas. A opinião de Knaak, quem mais longamente se deteve na análise da atuação curatorial do MARGS, ainda que considere as exposições "capazes de instaurar referências fecundas para a produção artística contemporânea e a visibilidade das obras do acervo", explicita estas ambivalências: 
| “ | Seguindo um projeto institucional que se quer politicamente redentor de deslizes colonialistas na formação desse acervo e na valorização de certos gêneros e modelos, a atual gestão do MARGS afirma que pretende transformar o acervo em protagonista e narrador do museu, investindo na recuperação e ampliação de seu status artístico, cultural e simbólico, bem como na exibição contínua de suas obras. Mas, considerando-se a repercussão divergente junto à imprensa, ao grande público, à academia e a chamada crítica especializada, observa-se que essas curadorias, mesmo que se pretendam inclusivas, propositivas e performativas, com temáticas de exploração diacrônica, ainda não podem ser mensuradas conforme seus efeitos promocionais no circuito artístico local. [...] Declaradamente, esse discurso evita destacar o que chama de individualidades, como a primazia ou a relevância artística de algumas obras, e até mesmo a especificidade de outras na trajetória de determinados artistas. Expediente que, evidentemente, não é suficiente para a revisão da história, das ideologias e da crítica de arte que são contíguas à instituição museal e incontornáveis também nas exposições de arte. | ” |

## Publicações
- Catálogo Geral - Edição U1M, ano UM, Instituto Estadual de Artes Visuais, Porto Alegre, RS, 1992.
- Catálogo Geral - Edição-Edição DO2IS, ano DOIS, Instituto Estadual de Artes Visuais, Porto Alegre, RS, 1993.
- Catálogo Geral de Exposições, Porto Alegre, Museu de Arte Contemporânea do Rio Grande do Sul, 1992.
- Gaudêncio Fidelis, Dilemas da Matéria: Procedimento, Permanência e Conservação em Arte Contemporânea (Porto Alegre: Museu de Arte Contemporânea do RS, 2002).
- ______Uma história concisa da Bienal do Mercosul (Porto Alegre: Fundação Bienal de Artes Visuais do Mercosul, 2006).
- ______A Site - Especificidade da memória, in Da Escultura a Instalação (Porto Alegre: Fundação Bienal de Artes Visuais do Mercosul, 2006), 207-227.
- ______Projeto ciclo arte brasileira contemporânea, Instituto Estadual de Artes Visuais, Porto Alegre, RS, 1993.
- ______O CABC e o MAC in Projeto Ciclo Arte Brasileira Contemporânea-Dudi Maia Rosa, Instituto Estadual de Artes Visuais, Porto Alegre, RS, 1993.